# Front Wyzwolenia Enklawy Kabindy

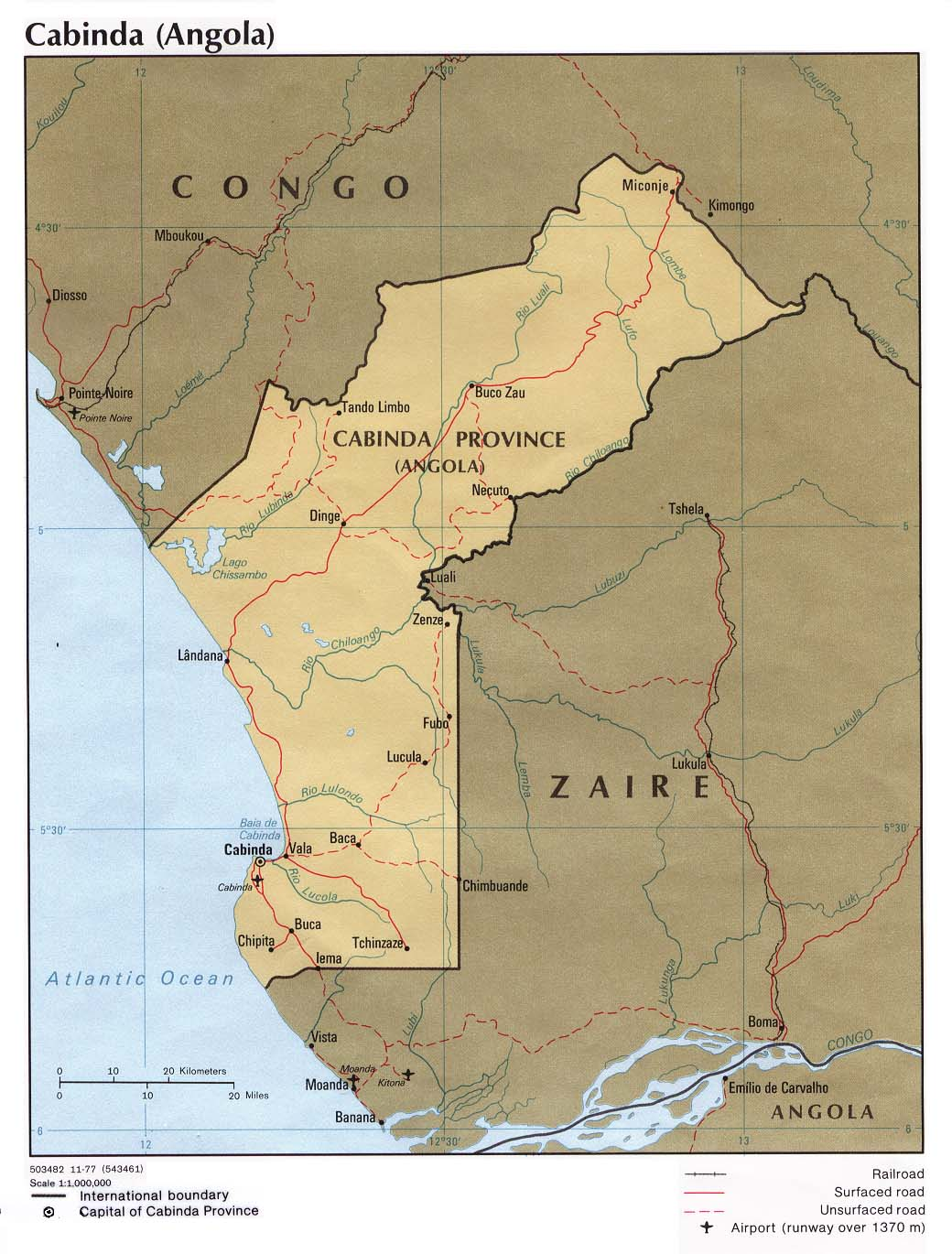
Obszar Kabindy, 1977

Front Wyzwolenia Enklawy Kabindy, FLEC – separatystyczny ruch partyzancki i polityczny. Celem organizacji jest odłączenie Kabindy od Angoli. 
Organizacja została utworzona w 1963 roku. W jej skład weszły trzy wcześniej istniejące grupy separatystów. Na czele FLEC stanął Luis Ranque Franque. Celem Frontu było wyzwolenie Kabindy z kolonialnych rządów portugalskich, niemniej jednak separatystyczne skłonności od początku doprowadziły do konfliktu FLEC z angolskimi organizacjami wyzwoleńczymi - już w 1964 roku oddziały FLEC starły się z partyzantami Ludowego Ruchu Wyzwolenia Angoli. W 1967 roku członkowie FLEC powołali w sąsiednim Zairze rząd na uchodźstwie, z siedzibą w mieście Tshela. W 1975 roku (rok przyznania niepodległości Angoli) Front rozpadł się na trzy frakcje, jedna z nich ogłosiła w 1976 deklarację niepodległości Kabindy. W kolejnych latach wewnątrz organizacji doszło do jeszcze kilku rozłamów. 
W XXI wieku rozbita poprzez wewnętrzne tarcia grupa była regularnie i skutecznie atakowana przez siły rządowe.
8 stycznia 2010 roku na terenie enklawy autobus piłkarskiej drużyny narodowej Togo został zaatakowany przez uzbrojonych mężczyzn. W wyniku strzelaniny zginęli rzecznik zespołu, kierowca autobusu, asystent trenera, a kilka innych osób odniosło rany. Rodriques Mingas, sekretarz generalny FLEC, przyznał się do przeprowadzenia ataku, dodając, że atak był skierowany nie przeciwko reprezentacji Togo, lecz przeciwko żołnierzom eskortującym sportowców.